# Niepołomice

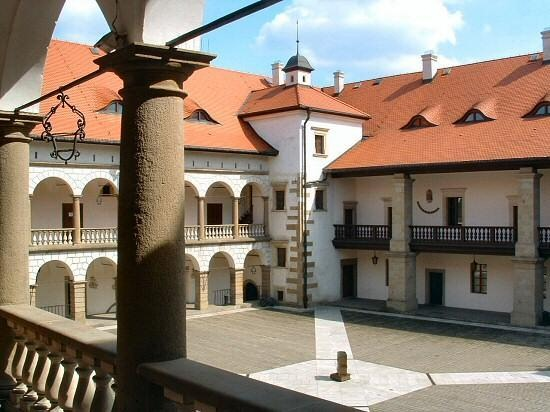
Curtea Castelului Niepolomice

Niepołomice este un oraș în județul Wieliczka, Voievodatul Polonia Mică, cu o populație de 10.213 locuitori (2011) în sudul Poloniei.
Acesta este situat pe râul Vistula, la 20 km (12 km) est de Cracovia la marginea unei păduri virgine mari (în poloneză Puszcza Niepołomnicka Pădurea Niepołomice). Există un castel de vânătoare din secolul al XIV-lea construit de Cazimir al III-lea în stil gotic, Castelul Niepołomice, precum și un centru de conservare pentru zimbri (în poloneză Żubry) în apropiere.